# Rashid Al-Mannai
Rashid Ahmed Al-Mannai (in arabo أحمد راشد المناعي‎?; Doha, 18 giugno 1988) è un triplista e altista qatariota.

## Palmarès
| Anno | Manifestazione                    | Sede           | Evento        | Risultato | Prestazione | Note |
| ---- | --------------------------------- | -------------- | ------------- | --------- | ----------- | ---- |
| 2005 | Mondiali allievi                  | Marrakech      | Salto in alto | 11º       | 2,08 m      |      |
| 2005 | Campionati asiatici               | Incheon        | Salto in alto | 14º       | 2,10 m      |      |
| 2005 | Giochi dell'Asia occidentale      | Doha           | Salto in alto | 11º       | 2,10 m      |      |
| 2006 | Mondiali juniores                 | Pechino        | Salto in alto | 17º (q)   | 2,10 m      |      |
| 2006 | Campionati arabi juniores         | Il Cairo       | Salto in alto | 4º        | 2,06 m      |      |
| 2006 | Giochi asiatici                   | Doha           | Salto in alto | 12º       | 2,10 m      |      |
| 2007 | Campionati arabi                  | Amman          | Salto in alto | 8º        | 2,11 m      |      |
| 2007 | Campionati asiatici               | Amman          | Salto in alto | 15º       | 2,10 m      |      |
| 2007 | Giochi panarabi                   | Il Cairo       | Salto in alto | Argento   | 2,17 m      |      |
| 2007 | Giochi asiatici indoor            | Macao          | Salto in alto | Oro       | 2,24 m      |      |
| 2008 | Campionati asiatici indoor        | Doha           | Salto in alto | Bronzo    | 2,18 m      |      |
| 2010 | Campionati asiatici indoor        | Teheran        | Salto in alto | 4º        | 2,17 m      |      |
| 2010 | Giochi dell'Asia occidentale      | Aleppo         | Salto in alto | Oro       | 2,25 m      |      |
| 2010 | Giochi asiatici                   | Canton         | Salto in alto | Bronzo    | 2,19 m      |      |
| 2011 | Campionati asiatici               | Kōbe           | Salto in alto | 8º        | 2,15 m      |      |
| 2011 | Giochi mondiali militari          | Rio de Janeiro | Salto in alto | 11º       | 2,11 m      |      |
| 2011 | Giochi panarabi                   | Doha           | Salto in alto | Bronzo    | 2,21 m      |      |
| 2013 | Campionati asiatici               | Pune           | Salto triplo  | 5º        | 15,98 m     |      |
| 2013 | Giochi della Francofonia          | Nizza          | Salto triplo  | 6º        | 16,30 m     |      |
| 2014 | Giochi asiatici                   | Incheon        | Salto triplo  | nm        | nm          |      |
| 2015 | Campionati arabi                  | Manama         | Salto triplo  | Argento   | 15,97 m     |      |
| 2015 | Campionati asiatici               | Wuhan          | Salto triplo  | 7º        | 16,06 m     |      |
| 2015 | Giochi mondiali militari          | Mungyeong      | Salto triplo  | 4º        | 16,27 m     |      |
| 2016 | Campionati asiatici indoor        | Doha           | Salto triplo  | Bronzo    | 15,97 m     |      |
| 2017 | Giochi della solidarietà islamica | Baku           | Salto triplo  | 10º       | 15,31 m     |      |
| 2017 | Campionati arabi                  | Radès          | Salto triplo  | 4º        | 15,85 m     |      |
| 2017 | Giochi asiatici indoor            | Aşgabat        | Salto triplo  | Bronzo    | 15,99 m     |      |
| 2018 | Giochi asiatici                   | Giacarta       | Salto triplo  | 11º       | 15,92 m     |      |

## Altre competizioni internazionali
2010
- Oro in Coppa continentale ( Spalato), salto in alto - 2,28 m